# اصل خاک
اصل خاک (به لاتین: Jus soli) یکی از شیوه‌های اعطای تابعیت است که بر اساس آن هر فردی که در قلمرو یا سرزمین یک کشور متولد می‌شود تابعیت یا شهروندی آن کشور را هم دریافت می‌کند.
اصل خاک بیشتر در کشورهای مهاجرپذیر مورد اقبال واقع شده‌است کشورهایی که به کنوانسیون کاهش بی‌تابعیتی سال ۱۹۶۱ پیوسته‌اند، به افرادی که در کشتی، هواپیما یا قلمرو یا در آسمان و در محدودهٔ هوایی آن کشور متولد شده‌اند حق شهروندی و تابعیت می‌دهند و فرد متولد شده دارای تمام حقوق شهروندی آن کشور می‌باشد و این حقوق ربطی به ملیت یا شهروندی یا نوع اقامت (قانونی یا غیرقانونی) والدینش ندارد و گذشت زمان بر حقوق شهروندی فرد تأثیر ندارد.
اصل خاک در مقابل اصل  خون قرار می‌گیرد که دیگر شیوهٔ معمول برای اعطای تابعیت است. بر اساس اصل خون هر کسی که فرزند یکی از اتباع کشوری باشد تابعیت آن کشور را دارا می‌شود. البته بسیاری از کشورهای دنیا نیز تلفیقی از اصل خاک و اصل خون را در نظام تابعیتی خود گنجانده‌اند.

## اصل خاک در دنیا
کانادا و آمریکا تنها کشورهای توسعه‌یافته هستند که از اصل خاک تبعیت می‌کنند.
همانطور که در نقشه مشخص است اصل خاک بیشتر در بر جدید (قاره‌های آمریکای شمالی و جنوبی) مورد استفاده است و از سال ۲۰۰۴ هیچ کشور اروپایی‌ای از قانون اعطای تابعیت بدون قید و شرط (اصل خاک) تبعیت نمی‌کند.
طبق گزارش اوت ۲۰۱۰ از میان ۱۹۴ کشور فقط ۳۰ کشور از اصل خاک تبعیت می‌کنند.

Jus soli around the world

وضعیت اصل خاک:
- آنتیگوآ و باربودا[۵]
- آرژانتین[۵]
- باربادوس[۵]
- بلیز[۵]
- بولیوی[۵]
- برزیل[۵]
- کانادا[۵]
- کامبوج
- شیلی
- کلمبیا[۵]
- کاستاریکا[۵]
- دومینیکا[۵]
- اکوادور[۵]
- السالوادور[۵]
- فیجی[۸]
- گرنادا[۵]
- گواتمالا[۵]
- گویان[۵]
- هندوراس[۵]
- جامائیکا[۵]
- لسوتو[۹]
- مکزیک[۵]
- نیکاراگوئه[۵]
- پاکستان[۵]
- پاناما[۵]
- پاراگوئه[۵]
- پرو[۵]
- سنت کیتس و نویس[۵]
- سنت لوسیا[۵]
- سنت وینسنت و گرنادین‌ها[۵]
- ترینیداد و توباگو[۵]
- تووالو
- ایالات متحده آمریکا[۵][۱۰]
- اروگوئه[۵]
- ونزوئلا[۵]

### اصل خاک اصلاح شده
در بعضی از کشورها برای جلوگیری از مهاجرت‌های غیرقانونی شروطی را برای اصل خاک قائل شدند:
- استرالیا طبق قوانین استرالیا به کودک متولد در خاک استرالیا در صورتی تابعیت استرالیایی اعطا می‌شود که یا یکی از والدین استرالیایی باشد یا اقامت دائمی داشته باشد یا کودک به سن ده‌سالگی رسیده باشد.
- جمهوری دومینیکن
- فرانسه کودک متولد در خاک فرانسه یا قلمروهای آن سوی آب‌های فرانسه، در صورتی که یکی از والدین در فرانسه متولد شده باشد به صورت خودکار تبعیت فرانسوی اعطا می‌شود و برای کودک متولد شده از والدین خارجی هم بر پایهٔ سن و مدت اقامت والدین تصمیم‌گیری می‌شود.
- آلمان برای متولدین بعد از ۱ ژانویهٔ ۲۰۰۰، کودکی که حداقل یکی از والدینش اقامت دائمی داشته باشد که این اقامت را حدود ۳ سال نگه‌داشته باشد و همچنین حداقل به مدت ۸ سال در خاک آلمان زندگی کرده باشد
- ایران طبق قانون شهروندی ایران (بند ۹۷۶ قانون مدنی ایران) تابعیت ایرانی به افراد زیر تعلق می‌گیرد:

۱- کلیه ساکنین ایران به استثنای اشخاصی که تابعیت خارجی آنها مسلم باشد.
۲ - کسانی که پدر آنها ایرانی است. اعم از اینکه در ایران یا در خارجه متولد شده باشند.
۳- کسانی که در ایران متولد شده و پدر و مادر آنان غیرمعلوم باشد.
۴- کسانی که در ایران از پدر و مادر خارجی که یکی از آنها در ایران متولد شده، به وجود آمده‌اند.
۵-کسانی که در ایران از پدری که تبعه خارجه است به وجود آمده و بلافاصله پس از رسیدن به سن هجده سال تمام، لااقل یک سال دیگر در ایران اقامت کرده باشد.
۶- هر زن دارای تابعیت خارجی که با شوهر ایرانی ازدواج کرده‌است.
۷- هر تبعه خارجی که تابعیت ایرانی را کسب کرده‌است..
تبصره:بند ۴ و ۵ شامل فرزندان دیپلمات‌های سیاسی نمی‌گردد.
*  ایرلند
- نیوزیلند از تاریخ ژانویه ۲۰۰۶، در صورتی کودک متولد در نیوزلند ملیت این کشور را می‌گیرد که یکی از والدینش نیوزلندی باشند یا اقامت دائمی داشته باشند.
- آفریقای جنوبی از تاریخ ۶ اکتبر ۱۹۹۵، کودک متولد در خاک آفریقای جنوبی در صورتی که یکی از والدینش اقامت دائمی یا ملیت آفریقای جنوبی را داشته باشد، می‌تواند ملیت آفریقای جنوبی را دریافت کند.
- تایلند
- بریتانیا: از تاریخ ۱ ژانویهٔ ۱۹۸۳ حداقل یکی از والدین باید شهروند بریتانیایی باشد یا به صورت قانونی در بریتانیا اقامت داشته باشد.
- باربادوس
- آنتیگوا و باربودا

### لغو اصل خاک
بعضی از کشورها مانند هند از قبل این قانون را داشتند ولی برای جلوگیری از مهاجرت غیرقانونی کشورهای همسایه مانند بنگلادش اصل خاک را ملغی کردند و شرطی مبنی بر دارا بودن ملیت آن کشور توسط یکی از والدین را برای اعطای ملیت به کودک به دنیا آمده در خاکشان قرار دادند. هند در تاریخ ۳ دسامبر ۲۰۰۴ این شرط را قرار داد.
برای جلوگیری از تابعیت مضاعف اول اوت ۱۹۸۹ قانون اساسی کشور مالت به اصل خون انتقال یافت
در همه‌پرسی ۲۰۰۴ ایرلند برای مقابله با هجوم پناهندگان اصل خاک را به اصل خون تغییر داد.